# Charlize Theron
Charlize Theron (født 7. august 1975) er en sydafrikansk
skuespillerinde og fotomodel, der startede sin skuespillerkarriere i USA. Hun opnåede berømmelse i slutningen af 1990'erne i følgende roller i The Devil's Advocate (1997), Mighty Joe Young (1998) og The Cider House Rules (1999). Theron vandt en Oscar for bedste kvindelige hovedrolle, Golden Globe Award for bedste kvindelige hovedrolle, Silver Bear og mange andre priser for hendes portræt af seriemorderen Aileen Wuornos i Monster (2003), og blev den første sydafrikaner der vandt en Oscar i en større skuespillerkategori. I de senere år har hun også bevæget sig ind i området som producer, både på tv og film.
Hun modtog yderligere Oscar og Golden Globe nomineringer for sin præstation i North Country (2005) og en Golden Globe nominering for sin præstation i Young Adult i 2011. I 2012 medvirkede hun i Snow White and the Huntsman og Prometheus. Theron blev amerikansk statsborger i 2007 og bevarede samtidig sit sydafrikanske statsborgerskab.

## Tidlige liv
Charlize Theron blev født i Benoni, i den daværende Transvaal provins i Sydafrika, som det eneste barn af Gerda (født Maritz, der også har kaldt sig selv Gerta) og Charles Theron (født 27. november 1947). Anden Boerkrig soldaten Daniel Theron var hendes grandonkel. Hendes afstamning omfatter fransk, tysk og hollandsk – hendes franske forfædre var tidlige Huguenot bosættere i Sydafrika. "Theron" er et occitansk efternavn (oprindeligt stavet Théron) udtalt i afrikaans som [tron], selv om hun har sagt, at den måde, hun afsiger det i Sydafrika er [θron]. Hun ændrede det, da hun flyttede til USA for at give det en mere "amerikansk" lyd.
Hun voksede op på sine forældres gård i Benoni, nær Johannesburg. Hendes far blev lovligt dræbt af hendes mor med et skydevåben den 21. juni 1991. Therons far, en alkoholiker, angreb fysisk hendes mor og truede både Charlize og sin kone, mens han var beruset. Skyderiet blev bedømt til at være lovligt, da det skete i selvforsvar og hendes mor blev ikke anklaget.
Theron blev optaget på Putfontein Primary School (Laerskool Putfontein), en periode hun senere har karakteriseret som "upassende". Som 13 årig blev Theron sendt på kostskole og begyndte sine studier på National School of the Arts i Johannesburg. Selvom Theron taler flydende engelsk (med en amerikansk accent), er hendes første sprog afrikaans.

## Personlige liv
Theron har en søn, Jackson, som blev adopteret i marts 2012. Hun er bosiddende i Los Angeles, Californien. Theron blev amerikansk statsborger i maj 2007 og bevarede samtidig sit sydafrikanske statsborgerskab.
I midten af 1990'erne havde Theron et to-årigt forhold med skuespilleren Craig Bierko. Fra 1997 til 2001 datede hun Third Eye Blind forsangeren Stephan Jenkins. Theron begyndte et forhold med den irske skuespiller Stuart Townsend, med hvem hun medvirkede i Trapped (2002) og Head in the Clouds (2004). Theron og Townsend gik fra hinanden i januar 2010 efter næsten ni år sammen.

### Sundhedsproblemer
Under optagelserne til filmen Æon Flux i 2005 i Berlin i Tyskland, fik Theron en diskusprolaps i halsen, der opstod som følge af et fald i en flikflak. Som følge af skaden gik hun med en halstandbøjle i en måned. I juli 2009 blev Theron diagnosticeret med en alvorlig mavevirus, som det menes at hun har pådraget sig, da hun rejste uden for USA. Under optagelserne til The Road, fik hun skadet sit stemmebånd under en scene, hvor hun skulle skrige voldsomt.

## Filmografi
- That Thing You Do! (1996)
- The Devil's Advocate (1997)
- Mighty Joe Young (1998)
- The Cider House Rules (1999)
- The Astronaut´s Wife (1999)
- The Legend of Bagger Vance (2000)
- Men of Honor (2000)
- Sweet November (2001)
- 15 Minutes (2001)
- Trapped (2002)
- The Italian Job (2003)
- Monster (2003)
- Head in the Clouds (2004)
- North Country (2005)
- Æon Flux (2005)
- In the Valley of Elah (2007)
- Hancock (2008)
- The Burning Plain (2009)
- The Road (2009)
- Young Adult (2011)
- Snow White and the Huntsman (2012)
- Prometheus (2012)
- A Million Ways to Die in the West (2014)
- Mad Max: Fury Road (2015)
- Dark Places (2015)
- Fast and Furious 8 (2017)